# Stefan (film)
 For alternative betydninger, se Stefan (flertydig). (Se også artikler, som begynder med Stefan)
|  | Denne artikel er oprettet af botten Steenthbot ud fra en ekstern database. Den kan derfor have sproglige fejl eller mangler. Denne skabelon kan fjernes efter kontrol af indholdet. |

Stefan er en dansk kortfilm fra 2010 instrueret af Andreas Thaulow og efter manuskript af Andreas Thaulow og Jesper G. Laursen.

## Handling
Stefan studerer filosofi ved Københavns Universitet. Men samtidig med, at han fordyber sig i teorier om livet, mister han forbindelsen til de ting, der giver det mening.

## Medvirkende
- Paw Terndrup, Stefan
- Sofia Nolsøe Mikkelsen, Sandra
- Christine la Cour, Trine
- Claus Flygare, Abel
- Martin Geertz, Jacob
- Alma Geertz Rosenstjerne, Jacobs datter
- Thomas Jacob Clausen, Mikkel